# Passeig del Terrall (les Borges Blanques)
El Passeig del Terrall és un parc de les Borges Blanques (Garrigues) inclosa a l'Inventari del Patrimoni Arquitectònic de Catalunya.
És una zona verda situada al cor de la ciutat; el passeig compta amb jardins, amb una gran varietat de plantes i una arbreda que envolta dos llacs artificials on hi ha molts peixos, cignes i ànecs.
Dins del recinte hi ha la Casa de la Cultura (vegeu fitxa núm. 13900), el monument a la Sardana (vegeu fitxa núm. 13905), el monument al pagès de les Garrigues (vegeu fitxa núm. 13903), algunes arcades de l'antic Convent de les Carmelites (les Borges Blanques) (vegeu fitxa núm. 13906), el quiosc i una font o abeurador del segle XVIII/XIX (vegeu fitxa núm. 13904). Actualment és el centre d'esbarjo de la població.

## Història
En origen era una simple bassa als afores de la ciutat que s'abastia d'aigües pluvials i d'un aqüeducte. Tenia una funció bàsicament utilitària, era l'abeurador dels animals, proveïa d'agua l'únic molí de la ciutat i era usat com a terrera per bastir les parets de les cases.
Tot i ser un lloc de servei públic, a mitjan segle xix, es convertí en un centre d'interès per la població, i es va construir a un dels seus costats del passeig, anomenat de la Bassa. El 1863, neix la idea de tenir un passeig, amb finalitat d'esbarjo. Entre 1884 i 1894, l'ajuntament compra terrenys per eixamplar el passeig. D'aleshores ençà s'han anat fent constants reformes: creació de dues basses, plantació d'arbres, instal·lació de llum...